# Rafael L. Hernández
Rafael Lorenzo Hernández y González (Parras de la Fuente, Coahuila; 26 de mayo de 1877-Parras de la Fuente, 15 de enero de 1951), conocido como Rafael L. Hernández, fue un académico, abogado y político mexicano que tuvo diversos cargos políticos durante la Revolución mexicana.

## Biografía
Nació en Parras de la Fuente, Coahuila, el 26 de mayo de 1877, siendo el segundo hijo de Antonio V. Hernández Benavides, gobernador de Coahuila y presidente del senado de la República, y de Ana María González Treviño. 
Estuvo casado con su doble prima Beatriz González Madero con quien procreó 7 hijos. 
Recibió el título de abogado por la Universidad Nacional de México. En el gobierno de Francisco León de la Barra ocupó las secretarías de Gobernación, Fomento e Instrucción Pública, y en el de Francisco I. Madero volvió a ocupar la cartera de Gobernación y la de Fomento. Acompañó al presidente Madero, su también doble primo, en algunos sucesos de la Decena Trágica y fue hecho prisionero en Palacio Nacional, siendo liberado al poco tiempo. 
A diferencia de sus primos Raúl Madero, Andrés L. y Alfredo S. Farías, Ernesto Madero Farías, entre otros, no se unió a las fuerzas de los maderistas Federico y Roque González Garza para apoyar a la División del Norte, comandada por el General Francisco Villa, tras la Decena Trágica, sino que se exilio a Nueva York. 
Tras largos años en el exilió, finalmente volvió a México y se retiró a la vida privada, muriendo en su natal Parras el 15 de enero de 1951.